# Meri Koivisto
Meri Koivisto (* 1977 in Ylitornio) ist eine finnische Schauspielerin und Tänzerin.

## Leben und Karriere
Meri Koivisto stammt aus einer finnischen Familie. Sie ist in Nordfinnland geboren und aufgewachsen. Nach ihrem Abitur in Kuhmo 1996 zog sie nach Südfinnland und begann im Konservatorium in Turku ihre Tanzausbildung. 1999 bis 2000 machte sie ihre ersten Bühnenerfahrungen als Schauspielerin in der Volkshochschule in Lahti, wo sie einen intensiven einjährigen Schauspielkurse absolvierte. Meri Koivisto zog 2000 nach Deutschland. Die ersten drei Monate verbrachte sie in Bremen, wo sie ein Regiepraktikum im Bremer Theater unter Regisseur Lukas Langhoff machte. Von 2000 bis 2002 studierte Koivisto Theaterwissenschaften an der FU – Berlin.
2002 begann sie ihre Schauspielausbildung am Europäischen Theaterinstitut Berlin, das sie mit dem Diplom verließ. Seitdem arbeitet sie als freischaffende Schauspielerin. Theaterengagements hat sie u. a. in Marburg (Theater neben dem Turm), im Theater Naumburg und im Heimathafen Neukölln gehabt.
Seit 2011 ist sie ein festes Ensemblemitglied in der Theatergruppe Wort und Herzschlag.
Meri Koivisto ist auch in Fernseh-, und Kinofilmen zu sehen. U.a. in der Tatort-Folge Mir san jetz da wo's weh tut, dem 25-jährigen Dienstjubiläum des Ermittlerduos Batic und Leitmayr.
Seit 2018 spielt sie die Rolle Ainikki Holopainen bei der Kinderserie Schloss Einstein.
Meri Koivisto hat auch hinter der Kamera gearbeitet, ihr Dokumentarfilm Wald:Sinfonie feierte seine Premiere 2022 auf dem Biografilm Festival in Bologna.

## Synchron (Auswahl)
- 2018: Endzeit
- 2021: Abteil Nr. 6

## Filmografie (Auswahl)
- 2007: Länge ist nicht alles!
- 2014: Zu mir oder zu dir?
- 2015: München 7 – Wir sind der Markt
- 2016: Tatort – Mia san jetz da wo's weh tut
- 2017: Zorn dem Volke
- seit 2018: Schloss Einstein
- 2018: Matti & Sami und die drei größten Fehler des Universums
- 2019: Großstadtrevier – Der Falke
- 2020: SOKO Wismar – Tödliche Höhe